# Ministrowie przemysłu Australii

## Ministrowie przemysłu
- 1928–1929 : John Latham
- 1929–1932 : James Scullin
- 1932–1934 : John Latham
- 1934–1939 : Robert Menzies
- 1939–1941 : Billy Hughes

## Ministrowie wojennej organizacji przemysłu
- 1941–1943 : Eric Spooner
- 1943–1945 : John Dedman

## Ministrowie przemysłu i handlu
- 1963–1971 : John McEwen
- 1971–1972 : Doug Anthony

## Ministrowie przemysłu
- 1972–1973 : Jim Cairns
- 1973–1975 : Kep Enderby
- 1975–1975 : James McClelland
- 1975–1975 : Lionel Bowen
- 1975–1975 : Robert Cotton

## Ministrowie przemysłu i handlu
- 1975–1977 : Robert Cotton
- 1977–1982 : Phillip Lynch
- 1982–1983 : Andrew Peacock
- 1983–1984 : John Button

## Ministrowie przemysłu, technologii i wymiany handlowej
- 1984–1993 : John Button
- 1993–1994 : Alan Griffiths
- 1994–1996 : Peter Cook

## Ministrowie przemysłu, nauki i turystyki
- 1996–1997 : John Moore

## Ministrowie przemysłu, nauki i technologii
- 1997–1998 : John Moore

## Ministrowie przemysłu, nauki i bogactw naturalnych
- 1997–2001 : Nick Minchin

## Ministrowie przemysłu, turystyki i bogactw naturalnych
- 2001–2007 : Ian Macfarlane

## Ministrowie innowacji, przemysłu, nauki i badań
- 2007 - : Kim Carr